# 楠雄治
楠 雄治（くすのき ゆうじ、1962年11月21日 - ）は、日本の実業家。楽天証券代表取締役社長。一般社団法人日本STO協会副会長。

## 来歴
広島県広島市出身。父は叔父が経営するマツダの下請けの会社の工場でずっと働いていた。母も同じところで働いていた。
広島市立基町高等学校、広島大学文学部卒業後、1986年に日本ディジタルイクイップメントに入社。日本ディジタルイクイップメントではシステムエンジニアとして銀行や生命保険会社、損害保険会社を担当し、主にディーリングシステムの構築を担った。
その後、日本ディジタルイクイップメントを退社し、1994年にシカゴ大学ビジネススクールへ留学。1996年にMBAを取得する。
MBA取得後、ATカーニーの東京オフィスに入社し、1999年まで勤務する。その後、DLJディレクトSFG証券の社長を務めていた國重惇史と出会い、國重から誘いを受けて1999年にDLJディレクトSFG証券に入社し、執行役員マーケティング部長に就任する。
2006年4月、楽天証券の執行役員最高業務執行責任者に就任する。同年10月1日、楽天証券の代表取締役社長に就任する。2019年一般社団法人日本STO協会副会長。

## 人物
大学受験も含めて塾というものに一切行ったことがなかった。頭が良かったからというわけではなく、家計が許さなかったことが大きかった。母親は仕事が終わった後も学研の教材を地域に配るアルバイトをしていた。月に一度、ダンボールで家に届く教材を仕分け、楠本人も届けに行っていた